# VodafoneThree
VodafoneThree Holdings Ltd (anteriorment Vodafone UK Trading Holdings Ltd) és una empresa de telecomunicacions britànica. Es va constituir el 30 de maig de 2023 com a empresa, i el 31 de maig de 2025 com una empresa conjunta entre Vodafone Group (51%) i CK Hutchison Holdings (49%) mitjançant la fusió dels seus respectius negocis Vodafone UK i Three UK.
Vodafone i Three són el tercer i el quart operador de xarxa mòbil més gran del Regne Unit, amb aproximadament 29 milions de subscriptors combinats.
Tot i que Vodafone i Three continuen operant com a xarxes i marques diferents, s'espera que els clients puguin accedir a una xarxa compartida en un termini de sis mesos després de la fusió. Un cop plenament operativa, això superaria O2 com la xarxa mòbil més gran del Regne Unit per base de clients.